# Theo Johnson
Theodore Joseph Johnson (Winnipeg, 26 febbraio 2001) è un giocatore di football americano canadese che milita nel ruolo di tight end per i New York Giants della National Football League (NFL).

## Carriera universitaria
Nella sua prima stagione a Penn State nel 2020, Johnson ricevette 4 passaggi per 56 yard. L’anno successivo ebbe 19 ricezioni per 213 yard e un touchdown. Nel 2022 fu il secondo tight end nelle gerarchie della squadra dietro a Brenton Strange, ricevendo 20 passaggi per 328 yard e 4 touchdown.

## Carriera professionistica

### New York Giants
Johnson fu scelto nel corso del quarto giro (107º assoluto) del Draft NFL 2024 dai New York Giants. Debuttò come professionista partendo come titolare nella gara del primo turno ricevendo un passaggio da 18 yard nella sconfitta contro i Minnesota Vikings. La sua prima stagione si chiuse con 29 ricezioni per 331 yard e un touchdown in 12 presenze, 11 delle quali come titolare.